# Cryptanura spilonota
Cryptanura spilonota är en stekelart som först beskrevs av Cameron 1911.  Cryptanura spilonota ingår i släktet Cryptanura och familjen brokparasitsteklar. Inga underarter finns listade i Catalogue of Life.